# Malaya Akulukjuk
 (avril 2025).
Malaya Akulukjuk est une artiste Inuk, connue pour ses dessins et tapisseries qui représentent la spiritualité et la vie traditionnelle des Inuits. Née à Quikiqtat Camp, dans les Territoires du Nord-Ouest (aujourd'hui Nunavut) en 1915, Malaya Akulukjuk mène une vie traditionnelle inuite avant de s'installer à Pangnirtung, sur l'île de Baffin, dans les années 1960, où elle meurt en 1995. Les contributions de Malaya Akulukjuk à l'art inuit ont été importantes, aidant à préserver et à visualiser le mode de vie traditionnel et le chamanisme à travers son travail créatif.

## Biographie
Malaya Akulukjuk nait en 1915 dans le camp de Quikitat (un ancien port de pêche à la baleine), d'autres sources situent sa date de naissance en 1912 ou en 1921. 
Malaya est identifiée comme une Inuite-Canadienne avec sa citoyenneté d'origine Angakkuq (Chamane) et Inuit. 
Elle se marie à l'âge de 20 ans avec Nutaralaq Akulukjuk, un sculpteur inuit, avec qui elle aura 13 enfants. Plusieurs de ses fils (Jeetaloo, Geeshee, Juelee, Enukee et Moar) deviendront artistes à leur tour. Leur mariage est arrangé, ce qui est courant alors dans la culture inuite. La famille mène une vie traditionnelle inuite ; Malaya Akulukjuk pratique la pêche traditionnelle durant ses grossesses ou avec un de ses très jeunes enfants sur le dos à la manière des mères Inuks.
Dans les années 1960, la famille est déplacée dans la colonie de Pangnirtung, sur l'île de Baffin dans l'actuel territoire de Nunavut. 
La carrière artistique officielle de Malaya Akulukjuk commence dans sa cinquantaine, lorsqu'elle s'implique dans l'atelier de tissage de Pangnirtung, une initiative mise en place par le Ministère Fédéral Canadien des Affaires Indiennes et du Nord en 1969 pour créer une industrie artisanale dans la communauté, à destination des femmes autochtones sédentarisées.
Jusqu'à la fin de sa vie, Akulukjuk travaille sur son œuvre, malgré une vue sans cesse déclinante, allant jusqu'à utiliser parfois de fortes loupes pour peindre dans les dernières années de sa vie.
Malaya Akulukjuk meurt en 1995 à Pangnirtung.
Par la suite, l'art d'Akulukjuk influence considérablement le développement de la tapisserie inuite. Ses nombreuses contributions à l'art inuit ont été significatives, capturant et préservant l'essence de la culture inuite et du chamanisme à travers ses œuvres uniques et imaginatives. Son héritage se perpétue à travers son art et l'impact qu'elle a eu sur sa communauté.

## Le Pangnirtung Tapestry Studio
Pour tenter d'atténuer les effets négatifs des délocalisations de campements inuits et afin de créer une base économique, le gouvernement canadien finance dès les années 60 des initiatives artistiques et artisanales dans les provinces arctiques du Canada. L'atelier de tissage à Pangnirtung, sur l'île de Baffin, fait partie de ces projets. De 1969 à 1972, l'artiste textile et orfèvre ontarien Donald Stuart, soutenu par le gouvernement fédéral et la Guilde canadienne des métiers d'art de Montréal, y lance un projet de tissage pour un petit groupe de jeunes femmes inuites. Les techniques traditionnelles de création de tapisseries à tissage plat sont alors utilisés par des tisserands inuits pour traduire les dessins d'artistes locaux, inspirés de la culture inuite, sur des tapis et textiles.
Au Pangnirtung Tapestry Studio, Akulukjuk est chargée de concevoir les cartons pour les tapisseries et elle joue un rôle clé en guidant ses collègues tisserands dans la traduction de ses dessins en art tissé. Ses œuvres représentent des thèmes liés à la spiritualité inuite, à la vie traditionnelle et aux transformations entre l'homme et l'animal.

## Travail et culture chamanique
Le travail artistique de Malaya Akulukjuk est profondément ancré dans sa culture inuite. Son art exprime la relation étroite entre les humains, la nature et le monde spirituel, qui est un thème central dans les croyances inuites. Le chamanisme, historiquement pratiqué par les Inuits, implique la communication avec les esprits, la recherche de conseils et le maintien de l'harmonie entre les domaines physique et spirituel. Les œuvres d'Akulukjuk illustrent ce lien par des représentations de la transformation, des esprits des animaux et des pratiques traditionnelles. Ses œuvres sont une représentation visuelle des contes inuits, de la transmission des connaissances ancestrales et de la préservation de l'identité culturelle. Grâce à son art, elle ne se contente pas de montrer l'importance du chamanisme dans la vie des Inuits, elle veille également à ce que ces traditions spirituelles restent vivantes pour les générations futures.
Selon certaines sources, les « chamans sont des personnes dotées de pouvoirs spéciaux qui leur permettent d'agir en tant que médiateurs entre le monde spirituel et le monde temporel. »" En d'autres termes, il s'agit d'une capacité de vision aux « rayons X ».
Dans de nombreux dessins, tapisseries et peintures de Malaya Akulukjuk, les œuvres du chamanisme sont représentées de manière vivante. Parmi ces œuvres d'art, il y a Oalopalik (1972), que l'artiste décrit comme « un esprit aidant, qui pourrait être le sien. » D'autres œuvres peuvent inclure Inuit Ways (1979) et Hunting Polar Bears with Harpoon (1982) et bien d'autres encore.

## Participation à la vie de la communauté
Pendant une grande partie de sa vie, Malaya Akulukjuk s'implique  profondément dans le studio de tapisserie de Pangnirtung. Tout en s'inspirant des leçons et des enseignements de ses aînés, elle crée ses œuvres d'art en s'inspirant des histoires qui lui étaient racontées lorsqu'elle était enfant. Akulukjuk trouve aussi dans le dessin un moyen à la fois de s'adapter à son nouvel environnement et de retrouver sa voix propre dans sa filiation avec ses aînés, ce qui lui permet d'assumer le rôle de fille aînée.
Dans le magazine Inuit Art Quatterly l'auteur affirme que les aînés Inuits produisent un « art de la mémoire » plutôt qu'un art commercial. Les anciens, y compris elle-même, sont désireux et déterminés à ce que leurs histoires soient partagées et entendues, en particulier à l'époque où la culture des blancs européens s'impose dans la vie quotidienne. De nombreux dessins et peintures d'Akulukjuk reflètent la reconstruction de la vie traditionnelle des communautés inuites. Des œuvres d'art telles que Malaya's Story (1981) et Children at Summer Camp (1980) ont un impact significatif sur la vie sociale de Inuits. Ils dépeignent les classes sociales établies par les colons européens et le statut social entre les deux groupes.
Bien que de nombreux dessins et tapisseries d'Akulukjuk représentent sa connaissance et sa vision de la terre et de tout ce qui l'entoure, certains de ses dessins racontent une histoire plus profonde et plus descriptive. Il s'agit notamment de Spring Breakup, Camp Site et Inukshuk Trail, tous créés peu avant sa mort. On dit qu'ils mettent en lumière les liens profonds et les souvenirs marquants d'Akulukjuk.
Par son travail, elle a joué un rôle crucial dans la préservation du patrimoine inuit, en utilisant la narration visuelle pour transmettre les connaissances et les traditions. Les collectionneurs d'art et les chercheurs apprécient sa capacité à capturer les mondes spirituel et naturel avec authenticité, ce qui fait de son œuvre un élément important du paysage artistique canadien. Son héritage continue d’inspirer le public autochtone et non-autochtone, soulignant le pouvoir de l'art dans la préservation culturelle et l'éducation.
Le travail de Malaya Akulukjuk laisse une marque importante sur l'art inuit et la préservation de sa culture. À travers ses dessins et ses tapisseries, elle cherche à transmettre toute sa vie durant la richesse des traditions inuites, la spiritualité du chamanisme et les défis auxquels son peuple est confronté face aux changements sociaux. Au-delà de son œuvre artistique, son engagement envers sa communauté, sa culture et son rôle d'aînée ont perpétué un patrimoine artistique et culturel inestimable. Aujourd'hui, son travail continue d'inspirer et d'éduquer les Inuits et le reste du monde à la profondeur et à la beauté de l'art autochtone.

## Expositions
L'œuvre de Malaya Akulukjuk est maintenant largement reconnue en dehors du Nunavut sur l'ensemble du territoire canadien, ce qui vaut à son travail de figurer dans des galeries et des collections consacrées à l'art et la culture des Peuples Premiers.
Ses œuvres les plus remarquables, telles que Inuit Ways et Hunting Polar Bears with Harpoon, sont exposées dans diverses galeries et musées tels que la National Gallery de Londres, le Musée des Beaux-Arts du Canada à Ottawa, l'Inuit Gallery of Vancouver, la Guilde des Arts et Métiers de Québec et l'Université de l'Alberta. 